# Шами
Ша́ми — село в Україні, у Козелецькій селищній громаді Чернігівського району Чернігівської області. Населення становить 59 осіб. До 2016 орган місцевого самоврядування — Білейківська сільська рада.

## Історія
Список наявних у Малоросійській губернії селищ 1799-1801 років подає дані, що в хуторі Шами проживало 23 податкові душі.
12 червня 2020 року, відповідно до розпорядження Кабінету Міністрів України № 730-р «Про визначення адміністративних центрів та затвердження територій територіальних громад Чернігівської області», увійшло до складу Козелецької селищної громади.
19 липня 2020 року, в результаті адміністративно - територіальної реформи та ліквідації Козелецького району, село увійшло до складу Чернігівського району Чернігівської області.

## Населення

### Мова
Розподіл населення за рідною мовою за даними перепису 2001 року:
| Мова       | Кількість | Відсоток |
| ---------- | --------- | -------- |
| українська | 79        | 98.75%   |
| російська  | 1         | 1.25%    |
| Усього     | 80        | 100%     |